# Halimuraena lepopareia
Halimuraena lepopareia är en fiskart som beskrevs av Winterbottom, 1980. Halimuraena lepopareia ingår i släktet Halimuraena och familjen Pseudochromidae. Inga underarter finns listade i Catalogue of Life.